# Campeonato Gaúcho de Futebol de 2021 - Série A
O Campeonato Gaúcho de Futebol de 2021 - Série A, oficialmente denominado Gauchão Ipiranga 2021, foi a 101ª edição da competição organizada anualmente pela Federação Gaúcha de Futebol.

## Formato de disputa
Por conta das datas reduzidas para a disputa dos estaduais, causada pela pandemia de COVID-19, o campeonato voltará a ser disputado em turno único. A primeira fase reunirá as doze equipes em grupo único, onde enfrentam-se entre si em jogos apenas de ida. Os quatro primeiros colocados serão classificados para a segunda fase, enquanto os dois últimos colocados serão rebaixados para a Divisão de Acesso de 2022.
A segunda fase será disputada no formado de mata-mata, com as semifinais, onde as quatro equipes classificadas da primeira fase disputam em jogos de ida e volta, e a final, onde as duas equipes classificadas da semifinal disputam jogos de ida e volta para definir o campeão da competição.
Ao final do campeonato, a equipe melhor colocada, excetuando-se dupla Grenal e que não tenha disputado a final, será declarada campeã do interior. As três equipes melhores colocadas na classificação geral classificar-se-ão para a Copa do Brasil de 2022, porém, caso estas equipes já tenham conquistado a vaga por outro método, a vaga será repassada a equipe subsequente. Também será disponibilizada duas vagas para o Série D de 2022, que será distribuída para os melhores colocados que já não estejam classificados para alguma divisão do Campeonato Brasileiro de Futebol.

## Participantes
| Equipe                                         | Cidade          | Estádio               | Capacidade | Em 2020 | Títulos (Último) |
| ---------------------------------------------- | --------------- | --------------------- | ---------- | ------- | ---------------- |
| Clube Esportivo Aimoré                         | São Leopoldo    | Cristo-Rei            | 10 000     | 7º      | 0 (não possui)   |
| Grêmio Esportivo Brasil                        | Pelotas         | Bento Freitas         | 10 500     | 9º      | 1 (1919)         |
| Sociedade Esportiva e Recreativa Caxias do Sul | Caxias do Sul   | Centenário            | 22 132     | 2º      | 1 (2000)         |
| Clube Esportivo Bento Gonçalves                | Bento Gonçalves | Montanha dos Vinhedos | 12 859     | 4º      | 0 (não possui)   |
| Grêmio Foot-Ball Porto Alegrense               | Porto Alegre    | Arena do Grêmio       | 55 662     | 1º      | 39 (2020)        |
| Sport Club Internacional                       | Porto Alegre    | Beira-Rio             | 50 128     | 3º      | 45 (2016)        |
| Esporte Clube Juventude                        | Caxias do Sul   | Montanha dos Vinhedos | 12 859     | 8º      | 1 (1998)         |
| Esporte Clube Novo Hamburgo                    | Novo Hamburgo   | Estádio do Vale       | 5 196      | 10º     | 1 (2017)         |
| Esporte Clube Pelotas                          | Pelotas         | Boca do Lobo          | 15 478     | 12º     | 1 (1930)         |
| Esporte Clube São José                         | Porto Alegre    | Passo d'Areia         | 10 646     | 6º      | 0 (não possui)   |
| Esporte Clube São Luiz                         | Ijuí            | 19 de Outubro         | 5 217      | 11º     | 0 (não possui)   |
| Ypiranga Futebol Clube                         | Erechim         | Colosso da Lagoa      | 22 000     | 5º      | 0 (não possui)   |

## Estádios
| Aimoré | Brasil de Pelotas | Caxias | Esportivo             |
| --- | --- | --- | --------------------- |
| Cristo-Rei | Bento Freitas | Centenário | Montanha dos Vinhedos |
| Capacidade: 10 000 | Capacidade: 10 500 | Capacidade: 22 132 | Capacidade: 12 859    |
| | | |                       |
| Grêmio | \| Grêmio Internacional São José Juventude Caxias Ypiranga Pelotas Brasil de Pelotas Aimoré Novo Hamburgo São Luiz EsportivoLocalização da sede dos clubes no estado. \| | \| Grêmio Internacional São José Juventude Caxias Ypiranga Pelotas Brasil de Pelotas Aimoré Novo Hamburgo São Luiz EsportivoLocalização da sede dos clubes no estado. \| | Internacional         |
| Arena do Grêmio | \| Grêmio Internacional São José Juventude Caxias Ypiranga Pelotas Brasil de Pelotas Aimoré Novo Hamburgo São Luiz EsportivoLocalização da sede dos clubes no estado. \| | \| Grêmio Internacional São José Juventude Caxias Ypiranga Pelotas Brasil de Pelotas Aimoré Novo Hamburgo São Luiz EsportivoLocalização da sede dos clubes no estado. \| | Beira-Rio             |
| Capacidade: 55 662 | \| Grêmio Internacional São José Juventude Caxias Ypiranga Pelotas Brasil de Pelotas Aimoré Novo Hamburgo São Luiz EsportivoLocalização da sede dos clubes no estado. \| | \| Grêmio Internacional São José Juventude Caxias Ypiranga Pelotas Brasil de Pelotas Aimoré Novo Hamburgo São Luiz EsportivoLocalização da sede dos clubes no estado. \| | Capacidade: 50 128    |
| | \| Grêmio Internacional São José Juventude Caxias Ypiranga Pelotas Brasil de Pelotas Aimoré Novo Hamburgo São Luiz EsportivoLocalização da sede dos clubes no estado. \| | \| Grêmio Internacional São José Juventude Caxias Ypiranga Pelotas Brasil de Pelotas Aimoré Novo Hamburgo São Luiz EsportivoLocalização da sede dos clubes no estado. \| |                       |
| Juventude | \| Grêmio Internacional São José Juventude Caxias Ypiranga Pelotas Brasil de Pelotas Aimoré Novo Hamburgo São Luiz EsportivoLocalização da sede dos clubes no estado. \| | \| Grêmio Internacional São José Juventude Caxias Ypiranga Pelotas Brasil de Pelotas Aimoré Novo Hamburgo São Luiz EsportivoLocalização da sede dos clubes no estado. \| | Novo Hamburgo         |
| Montanha dos Vinhedos | \| Grêmio Internacional São José Juventude Caxias Ypiranga Pelotas Brasil de Pelotas Aimoré Novo Hamburgo São Luiz EsportivoLocalização da sede dos clubes no estado. \| | \| Grêmio Internacional São José Juventude Caxias Ypiranga Pelotas Brasil de Pelotas Aimoré Novo Hamburgo São Luiz EsportivoLocalização da sede dos clubes no estado. \| | Estádio do Vale       |
| Capacidade: 12 859 | \| Grêmio Internacional São José Juventude Caxias Ypiranga Pelotas Brasil de Pelotas Aimoré Novo Hamburgo São Luiz EsportivoLocalização da sede dos clubes no estado. \| | \| Grêmio Internacional São José Juventude Caxias Ypiranga Pelotas Brasil de Pelotas Aimoré Novo Hamburgo São Luiz EsportivoLocalização da sede dos clubes no estado. \| | Capacidade: 5 196     |
| | \| Grêmio Internacional São José Juventude Caxias Ypiranga Pelotas Brasil de Pelotas Aimoré Novo Hamburgo São Luiz EsportivoLocalização da sede dos clubes no estado. \| | \| Grêmio Internacional São José Juventude Caxias Ypiranga Pelotas Brasil de Pelotas Aimoré Novo Hamburgo São Luiz EsportivoLocalização da sede dos clubes no estado. \| |                       |
| Pelotas | São José-RS | São Luiz | Ypiranga de Erechim   |
| Boca do Lobo | Passo d'Areia | 19 de Outubro | Colosso da Lagoa      |
| Capacidade: 15 478 | Capacidade: 10 646 | Capacidade: 5 217 | Capacidade: 22 000    |
| | | |                       |
| Grêmio Internacional São José Juventude Caxias Ypiranga Pelotas Brasil de Pelotas Aimoré Novo Hamburgo São Luiz EsportivoLocalização da sede dos clubes no estado. | | |                       |

## Primeira fase
| Pos | Equipes             | Pts | J  | V | E | D | GP | GC | SG  | %  | Dif.    | Classificação ou rebaixamento               |
| --- | ------------------- | --- | -- | - | - | - | -- | -- | --- | -- | ------- | ------------------------------------------- |
| 1   | Grêmio              | 24  | 11 | 7 | 3 | 1 | 23 | 9  | +14 | 73 | Estável | Classificados à fase final                  |
| 2   | Internacional       | 23  | 11 | 7 | 2 | 2 | 24 | 9  | +15 | 70 | Estável | Classificados à fase final                  |
| 3   | Juventude           | 17  | 11 | 5 | 2 | 4 | 14 | 12 | +2  | 51 | 2       | Classificados à fase final                  |
| 4   | Caxias              | 17  | 11 | 4 | 5 | 2 | 13 | 11 | +2  | 51 | Estável | Classificados à fase final                  |
| 5   | Ypiranga de Erechim | 16  | 11 | 4 | 4 | 3 | 20 | 15 | +5  | 48 | 2       |                                             |
| 6   | São José-RS         | 15  | 11 | 4 | 3 | 4 | 10 | 11 | –1  | 45 | 2       |                                             |
| 7   | Aimoré              | 14  | 11 | 4 | 2 | 5 | 10 | 14 | –4  | 42 | 1       |                                             |
| 8   | São Luiz            | 13  | 11 | 3 | 4 | 4 | 10 | 15 | –5  | 39 | 1       |                                             |
| 9   | Brasil de Pelotas   | 12  | 11 | 3 | 3 | 5 | 8  | 12 | –4  | 36 | 2       |                                             |
| 10  | Novo Hamburgo       | 9   | 11 | 2 | 3 | 6 | 13 | 20 | –7  | 27 | 1       |                                             |
| 11  | Esportivo           | 9   | 11 | 2 | 3 | 6 | 9  | 18 | –9  | 27 | 1       | Rebaixados para a Divisão de Acesso de 2022 |
| 12  | Pelotas             | 9   | 11 | 1 | 6 | 4 | 10 | 18 | –8  | 27 | Estável | Rebaixados para a Divisão de Acesso de 2022 |

### Confrontos
|                   | AIM | BPE | CAX | ESP | GRE | INT | JUV | NHA | PEL | SJO | SLU | YPI |
| ----------------- | --- | --- | --- | --- | --- | --- | --- | --- | --- | --- | --- | --- |
| Aimoré            | —   |     |     | 2–0 |     | 1–6 |     | 2–0 |     | 0–1 |     | 0–0 |
| Brasil de Pelotas | 0–1 | —   | 0–0 |     |     | 1–2 |     |     | 0–0 |     | 1–0 |     |
| Caxias            | 3–2 |     | —   | 2–1 | 0–0 |     | 0–0 |     |     |     | 4–0 | 2–2 |
| Esportivo         |     | 0–1 |     | —   | 0–2 |     | 2–2 | 1–2 |     | 1–0 |     | 1–1 |
| Grêmio            | 2–0 | 4–1 |     |     | —   | 1–0 |     | 3–1 | 4–0 |     |     |     |
| Internacional     |     |     | 2–0 | 5–0 |     | —   | 1–0 |     |     | 0–0 | 1–2 | 4–2 |
| Juventude         | 1–0 | 2–1 |     |     | 2–1 |     | —   |     | 2–3 |     | 1–2 |     |
| Novo Hamburgo     |     | 1–1 | 3–0 |     |     | 0–1 | 1–3 | —   | 1–1 | 1–3 |     |     |
| Pelotas           | 1–2 |     | 1–1 | 0–2 |     | 2–2 |     |     | —   |     | 1–1 | 0–2 |
| São José-RS       |     | 1–2 | 0–1 |     | 1–1 |     | 1–0 |     | 1–1 | —   | 1–0 |     |
| São Luiz          | 0–0 |     |     | 1–1 | 2–2 |     |     | 2–0 |     |     | —   | 0–3 |
| Ypiranga-RS       |     | 1–0 |     |     | 2–3 |     | 0–1 | 3–3 |     | 4–1 |     | —   |

| Vitória do mandante Vitória do visitante Empate | Em vermelho os jogos da próxima rodada; Em negrito os jogos "clássicos". |

## Fase final
|  | Semifinais    | Semifinais    | Semifinais | Semifinais |   |        | Final | Final | Final | Final |
|  |               |               |            |            |   |        |       |       |       |       |
|  | Grêmio        | 2             | 2          | 4          |   |        |       |       |       |       |
|  | Caxias        | 1             | 0          | 1          |   |        |       |       |       |       |
|  | Caxias        | 1             | 0          | 1          |   | Grêmio | 2     | 1     | 3     |       |
|  |               |               |            |            |   | Grêmio | 2     | 1     | 3     |       |
|  |               | Internacional | 1          | 1          | 2 |        |       |       |       |       |
|  | Internacional | Internacional | 1          | 1          | 2 | 0      | 4     | 4     |       |       |
|  | Internacional |               |            |            |   | 0      | 4     | 4     |       |       |
|  | Juventude     | 1             | 1          | 2          |   |        |       |       |       |       |

### Finais
Ida
| 16 de maio | Internacional       | 1 – 2 | Grêmio                           | Estádio Beira-Rio, Porto Alegre                        |
| 16:00      | Thiago Galhardo 26' |       | Diego Souza 57' · Ricardinho 87' | Público: Portões fechados Árbitro: RS Anderson Daronco |

| Internacional | Grêmio |

Volta
| 23 de maio | Grêmio       | 1 – 1 | Internacional       | Arena do Grêmio, Porto Alegre                              |
| 16:00      | Ferreira 51' |       | Rodrigo Dourado 66' | Público: Portões fechados Árbitro: RS Leandro Pedro Vuaden |

| Grêmio | Internacional |

## Premiação
| Campeonato Gaúcho de 2021         |
| Porto Alegre                      |
| --------------------------------- |
| Grêmio Tetracampeão (40.º título) |

| Campeão do Interior de 2021     |
| Caxias do Sul                   |
| ------------------------------- |
| Juventude Campeão (16.º título) |

## Classificação geral
| Pos. | Equipes             | Pts | J  | V  | E | D | GP | GC | SG  | Classificação ou rebaixamento                        |
| ---- | ------------------- | --- | -- | -- | - | - | -- | -- | --- | ---------------------------------------------------- |
| 1    | Grêmio              | 34  | 15 | 10 | 4 | 1 | 30 | 12 | +18 | Campeão e classificado para a Copa do Brasil de 2022 |
| 2    | Internacional       | 27  | 15 | 8  | 3 | 4 | 30 | 14 | +16 | Classificado para a Copa do Brasil de 2022           |
| 3    | Juventude           | 20  | 13 | 6  | 2 | 5 | 16 | 16 | 0   | Campeão do Interior e Copa do Brasil de 2022         |
| 4    | Caxias              | 17  | 13 | 4  | 5 | 4 | 14 | 15 | –1  | Classificado para a Série D 2022                     |
| 5    | Ypiranga de Erechim | 16  | 11 | 4  | 4 | 3 | 20 | 15 | +5  |                                                      |
| 6    | São José-RS         | 15  | 11 | 4  | 3 | 4 | 10 | 11 | –1  |                                                      |
| 7    | Aimoré              | 14  | 11 | 4  | 2 | 5 | 10 | 14 | –4  | Classificado para a Série D 2022                     |
| 8    | São Luiz            | 13  | 11 | 3  | 4 | 4 | 10 | 15 | –5  |                                                      |
| 9    | Brasil de Pelotas   | 12  | 11 | 3  | 3 | 5 | 8  | 12 | –4  |                                                      |
| 10   | Novo Hamburgo       | 9   | 11 | 2  | 3 | 6 | 13 | 20 | –7  |                                                      |
| 11   | Esportivo           | 9   | 11 | 2  | 3 | 6 | 9  | 18 | –9  | Rebaixados para a Divisão de Acesso de 2022          |
| 12   | Pelotas             | 9   | 11 | 1  | 6 | 4 | 10 | 18 | –8  | Rebaixados para a Divisão de Acesso de 2022          |

## Vaga para Série D
As vagas na quarta divisão nacional de 2022 serão distribuídas conforme classificação geral, excetuando-se os clubes com vagas garantidas em divisões nacionais para aquela temporada. Disputam as três divisões superiores do Campeonato Brasileiro de Futebol de 2021, logicamente tendo vaga assegurada para a competição em 2022 os seguintes times: Brasil de Pelotas, Grêmio, Internacional, Juventude, São José-RS e Ypiranga de Erechim. Aimoré, Caxias e Esportivo disputam a série D em 2021, dispensando uma eventual vaga para 2022 caso conquistarem o acesso, mas estando, a princípio, aptos a garantirem a vaga na competição do ano que vem. Os demais clubes (Novo Hamburgo, Pelotas e São Luiz) não disputarão nenhuma divisão nacional em 2021, igualmente estando aptos a disputarem espaço na quarta divisão nacional de 2021.
| Pos | Equipes       | Pts | J  | V | E | D | GP | GC | SG | %  | Vaga para Série D                            |
| --- | ------------- | --- | -- | - | - | - | -- | -- | -- | -- | -------------------------------------------- |
| 1   | Caxias        | 17  | 11 | 4 | 5 | 2 | 13 | 11 | +2 | 51 | Zona de Obtenção de Vaga para a Série D 2022 |
| 2   | Aimoré        | 14  | 11 | 4 | 2 | 5 | 10 | 14 | –4 | 42 | Zona de Obtenção de Vaga para a Série D 2022 |
| 3   | São Luiz      | 13  | 11 | 3 | 4 | 4 | 10 | 15 | –5 | 39 |                                              |
| 4   | Novo Hamburgo | 9   | 11 | 2 | 3 | 6 | 13 | 20 | –7 | 27 |                                              |
| 5   | Esportivo     | 9   | 11 | 2 | 3 | 6 | 9  | 18 | –9 | 27 |                                              |
| 6   | Pelotas       | 9   | 11 | 1 | 6 | 4 | 10 | 18 | –8 | 27 |                                              |

## Estatísticas

### Desempenho por rodada
|  |  |

### Desempenho por clube
|  |  |